# المطر (مسلسل)
المطر سلسلة تلفزيونية دنماركية لما بعد نهاية العالم تم إنشائها بواسطة جانيك تاي موسهولت وإسبين توفت جاكوبسن كريستيان بوتالفيو. عرض لأول مرة على نيتفليكس في 4 مايو 2018.

## الممثلون

### الأساسيون
- ألبا أوغست باسم سيمون أندرسن
- لوكاس لينغارد تونيسن باسم راسموس أندرسن
- ميكيل فولسغارد باسم مارتن
- لوكاس لوكين باسم باتريك
- جيسيكا ديناج باسم ليا
- سوني ليندبرج باسم جان
- أنجيلا بونالفيتش باسم بياتريس

### تناوبوا بالتمثيل
- يوهانس باه باسم ستين، فريدريك بوس
- لارس سيمونسن باسم الدكتور فريدريك أندرسن، سيمون راسموس (الأب)
- جاكوب لوهمان باسم توماس، ابولون "الغريب"
- ابن هاجيجل باسم إلين أندرسن، سيمون راسموس' الأم
- بيرتل دي لورينزي باسم الشاب راسموس

## الحلقات

### نظرة عامة على السلسلة
| الموسم | الحلقات | الحلقات | الأصلي       | الأصلي |
| الموسم | الحلقات | الحلقات | الأول        | الأخير |
| ------ | ------- | ------- | ------------ | ------ |
| 1      | 8       | 8       | 4 مايو 2018  | start  |
| 2      | 6       | 6       | 17 مايو 2019 | start  |
| 3      | 6       | 6       | 6 أغسطس 2020 | start  |

### الموسم الأول
| ر. في الموسم | العنوان                     | المخرج                   | الكاتب            | تاريخ العرض الأصلي |
| --- | --------------------------- | ------------------------ | ----------------- | ------------------ |
| 1 | «تجنبوا التلامس و الاقتراب» | كينيث كاينز              | جانيك تاي موسهولت | 4 مايو 2018        |
| يُجبر فيروس قاتل ينتشر جراء هطول الأمطار كل من الشقيقين "سيمون" و "راسموس" على اللجوء إلى مخبى تحت الأرض مع والدتهم، حيث ينفصلوا عن والدهم العالم. |                             |                          |                   |                    |
| 2 | «الحقيقة الموجعة»           | كينيث كاينز              | جانيك تاي موسهولت | 4 مايو 2018        |
| بعد ست سنوات من العزلة يصادف، يصادف كل من سيمون وراسموس ناجين أخرين، وللبقاء على قيد الحياه يجدر بسيمون اثبات فائدتها لهم.                        |                             |                          |                   |                    |
| 3 | «الامساك بزمام الامور»      | كينيث كاينز              | جانيك تاي موسهولت | 4 مايو 2018        |
| تنطلق سيمون والأخرون إلى مقر أبولون في السويد ولكن رحلتهم إلى كوبنهاغن مليئه بالمخاطر.                                                            |                             |                          |                   |                    |
| 4 | «أنقذ نفسك»                 | كينيث كاينز              | بول بيرج          | 4 مايو 2018        |
| تشتعل الغيرة داخل مارتن وبياتريس، وتلتقي سيمون وراسموس بطبيب له علاقة بوالدهما، فيما تطارد إحدى الذكريات جين.                                     |                             |                          |                   |                    |
| 5 | «حافظ على هدوئك»            | ناتاشا آرثي، كينيث كاينز | ميت هيينو         | 4 مايو 2018        |
| بعد أن تاهت الجماعة في الغابة، يعثرون مصادفة على أحد القصور، أما المقيمون فيه فيدعونهم لقضاء الليل، وتنشأ رابطة بين ليا وإحدى السيدات .           |                             |                          |                   |                    |
| 6 | «البقاء للأصلح»             | ناتاشا آرثي، كينيث كاينز | جانيك تاي موسهولت | 4 مايو 2018        |
| تتوطد العلاقة بين راسموس وبياتريس بقضاء الوقت بمفردهما ويكتشف الآخرون مخباً جديدًا وسرا مزعجا يكمن داخله.                                           |                             |                          |                   |                    |
| 7 | «لاتتحدث إلى الغرباء»       | ناتاشا آرثي، كينيث كاينز | بول بيرج          | 4 مايو 2018        |
| تحاول مجموعة من الغرباء المسلحين انتزاع المعلومات من باتريك، فيما يبدأ راسموس في الانهيار في أعقاب اكتشاف مروّع.                                   |                             |                          |                   |                    |
| 8 | «ثق بغرائزك»                | ناتاشا آرثي، كينيث كاينز | جانيك تاي موسهولت | 4 مايو 2018        |
| تصل الجماعة إلى مقر أبولون حيث تكتشف سيمون حقائق مخيفة عن الفيروس وعن والدها و راسموس.                                                            |                             |                          |                   |                    |

### الموسم الثاني
| ر. في الموسم | العنوان                     | المخرج           | الكاتب                   | تاريخ العرض الأصلي |
| ------------ | --------------------------- | ---------------- | ------------------------ | ------------------ |
| 1            | «تجنبوا التلامس و الاقتراب» | سورين بال        | جانيك تاي موسهولت        | 17 مايو 2019       |
| -            |                             |                  |                          |                    |
| 2            | «الحقيقة الموجعة»           | سورين بال        | رون شجوت                 | 17 مايو 2019       |
| -            |                             |                  |                          |                    |
| 3            | «الامساك بزمام الامور»      | كاسبر جاريدو     | جولي بودز سورنسن         | 17 مايو 2019       |
| -            |                             |                  |                          |                    |
| 4            | «أنقذ نفسك»                 | كاسبر جاريدو     | رون شجوت، سيمون أويد ويل | 17 مايو 2019       |
| -            |                             |                  |                          |                    |
| 5            | «حافظ على هدوئك»            | جوزفين كيركيسكوف | جولي بودز سورنسن         | 17 مايو 2019       |
| -            |                             |                  |                          |                    |
| 6            | «البقاء للأصلح»             | جوزفين كيركيسكوف | سيمون أويد ويل           | 17 مايو 2019       |
| -            |                             |                  |                          |                    |

### الموسم الثالث
| ر. في الموسم | العنوان | المخرج | الكاتب | تاريخ العرض الأصلي |
| ------------ | ------- | ------ | ------ | ------------------ |
| 1            | TBA     | TBA    | TBA    | 6 أغسطس 2020       |
|              |         |        |        |                    |

## الإنتاج
إنتاج الموسم الأول بدأ في أواخر يونيو 2017 في الدنمارك والسويد.

## وصلات خارجية
- المطر على موقع IMDb (الإنجليزية)
- المطر على موقع ميتاكريتيك (الإنجليزية)
- المطر على موقع روتن توميتوز (الإنجليزية)
- المطر على موقع نتفليكس (الإنجليزية)
- المطر على موقع فيلمافينيتي (الإسبانية)
- المطر على موقع كينوبويسك (الروسية)
- المطر على موقع ألو سيني (الفرنسية)
- المطر على موقع قاعدة بيانات الفيلم (الإنجليزية)

- الموقع الرسمي
 على نيتفليكس
- الموقع الرسمي
 على قاعدة بيانات الأفلام على الإنترنت IMDb